# Gloria (Poulenc)
El Gloria de Francis Poulenc, FP 177, compost per a soprano, cor mixt i gran orquestra, és una composició a partir del Gloria in excelsis Deo, una de les parts que componen la missa de la litúrgia catòlica romana.

## Origen i context
Poulenc creix en la fe de la mà del seu pare, un home profundament religiós. Amb la seva mort l'any 1917, l'esperit del compositor queda commogut. Però sobretot la sobtada mort del seu amic íntim, Pierre Octave Ferroud, en un accident de cotxe l'any 1936, va fer tornar a Poulenc a les arrels catòliques. En el termini d'una setmana va completar les Litanies à la vierge noire, la primera d'una sèrie d'obres religioses a cappella fins a culminar en aquest Gloria, que és notable sobretot per la gran quantitat de material musical en tan sols 25 minuts. Una de les obres més cèlebres de Poulenc, el Gloria va ser encarregat per la Fundació Koussevitsky en honor de Serge Koussevitzky i la seva dona Natalia, els homònims de la fundació.

## Moviments
L'obra està organitzada en sis moviments que es detallen a continuació (amb les seves tonalitats):
1. Gloria in Excelsis (sol major).
2. Laudamus Te (do major).
3. Domine Deus (si menor).
4. Domine Fili Unigenite (sol major).
5. Domine Deus, Agnus Dei (si bemoll menor).
6. Qui Sedes ad dexteram Patris (sol major).

## Representacions
Es va estrenar el 21 de gener de 1961 a Boston, Estats Units, per l'Orquestra Simfònica de Boston i el Cor Pro Musica sota la direcció de Charles Münch amb Adele Addison com a solista. El primer enregistrament (també del 1961), per al segell EMI, va ser realitzat per Georges Prêtre, sota la supervisió del compositor. Rosanna Carteri era el solista. Entre els enregistraments posteriors de la música, el fet per la Robert Shaw Chorale el 1965 per a RCA Victor, que va guanyar un premi Grammy per la Millor Interpretació Coral.
El Gloria constitueix un magnífic compendi de l'estil de Poulenc, ple de gràcia i profunditat alhora, que defineixen aquesta com una de les grans obres cor-orquestrals del segle xx. En la seva estrena a Boston causà un escàndol la lleugeresa del Laudamus Te”, a la qual cosa l'autor respongué que "els monjos de Rocamadour també jugaven a futbol i es divertien al pati". Anècdotes com aquesta i obres com el Gloria li valgueren a Poulenc la definició d'un crític com a "mig monjo, mig gamberro".